# ケリー伊藤
ケリー伊藤（ケリーいとう、Kelly Itoh、1954年1月20日 - ）は、日本の英語教育者。

## 略歴
東京都生まれ。ブラウン大学（ミネソタ州）修了。放送ジャーナリズム専攻。CBSオーディション合格後、ミネアポリスのニュース局で活躍。1982年ケリーズイングリッシュラボ設立、プレイン・イングリッシュを日本で提唱した。

## 著書
- 『キミの英語じゃ通じない : This is plain English』日本翻訳家養成センター 1986
- 『Time無用!FENは聞くな』三修社 1987
- 『日本人英語の改造講座 <決定版>「通じる」英語学習法』JICC出版局 1989
- 『英単語の使い方事典 辞典ではわからない』三修社 1990
- 『ケリー伊藤の違いがわかる和英辞典 動詞編』S.S.コミュニケーションズ 1991
- 『日本人英語の改造講座』JICC出版局 1991
- 『ケリー伊藤の英語で言いたい』ジャパンタイムズ 1992
- 『ケリー伊藤のもっと英語で言いたい』ジャパンタイムズ 1993
- 『KDDビジネスマンの英会話集中講座 001ダフルコミュニケーション』三修社 1993
- 『プレイン・イングリッシュのすすめ』1994 講談社現代新書
- 『使える英語へ 学校英語からの再出発』研究社出版 1995
- 『日米慣用表現辞典 これを英語でなんと言う』小学館 1997
- 『ビジネスマンの英会話集中講座』三修社 1998
- 『英単語の使い方事典 辞典ではわからない 基本動詞編』三修社 1998
- 『ケリー伊藤の「英語もうちょっとでこんなに話せる」』明日香出版社 1998
- 『たった101語で通じるホワイトハウスの英語 プレイン・イングリッシュのすすめ』講談社 1999
- 『辞典ではわからない英単語の使い方事典 名詞・形容詞編』三修社 1999
- 『書きたいことが書けるライティング術』研究社出版 1999
- 『英単語「比較」学習帳』2000 宝島社新書 のち文庫
- 『英語ライティング講座入門』研究社 2001
- 『ビジネスマンの英会話集中講座 ハイブリッド』三修社 2002
- 『英語パラグラフ・ライティング講座』研究社 2002
- 『海外出張のための英会話とマナー』三修社 2003
- 『「ネイティブ力」をつくる本 Kelly's American literacy dictionary 日本人が知らないアメリカ人の常識』研究社 2004
- 『ケリー伊藤の英語表現使い分け辞典』三修社 2005
- 『動詞を制する者が英語を制する! 動詞100語+500文例で鍛える英語脳』三修社 2006
- 『英語ライティング実践講座』研究社 2006
- 『ケリー伊藤式英会話!知ってる100語で思いのまま!』宝島社 別冊宝島 2007
- 『英単語・英熟語「比較」学習帳』2008 (宝島社新書)
- 『辞典ではわからない英熟語の使い方事典』三修社 2008
- 『ニュース英語リスニング&スピーキングdualトレーニング』ディーエイチシー 2009
- 『新・英単語の使い方事典 辞典ではわからない 基本動詞編』三修社 2009
- 『新・英単語の使い方事典 辞典ではわからない 名詞編』三修社 2010
- 『新・英単語の使い方事典 辞典ではわからない 前置詞・形容詞編』三修社 2010
- 『新・英単語の使い方事典 辞典ではわからない カタカナ英語編』三修社 2010
- 『ケリー伊藤のプレイン・イングリッシュ講座』研究社 2014
- 『辞典ではわからないビジネスパーソンのための経済・金融英単語の使い方事典 = Kelly's Plain English Economic and Financial Vocabulary for Business People』三修社 2017

### 翻訳
- テッド・L.ナンシー『世界最強の手紙の書き方 こうすれば必ず断れる』監訳 講談社 2003
- 『いしいひさいちの英語で覚えるニッポン入門 経済外論編』英訳・解説 SSコミュニケーションズ 1992 (英会話inコミックス)